# Käo
Käo är en by på ön Ösel i västra Estland. Den ligger i Laimjala kommun och i landskapet Saaremaa (Ösel), 150 km sydväst om huvudstaden Tallinn. Käo ligger 10 meter över havet och antalet invånare är 82. Runt Käo är det mycket glesbefolkat, med 6 invånare per kvadratkilometer. Närmaste större samhälle är Maasi, 11 km norr om Käo. Omgivningarna runt Käo är en mosaik av jordbruksmark och naturlig växtlighet.
Inlandsklimat råder i trakten. Årsmedeltemperaturen i trakten är 4 °C. Den varmaste månaden är juli, då medeltemperaturen är 18 °C, och den kallaste är januari, med −10 °C.